# Polyommatus impunctata
Polyommatus impunctata är en fjärilsart som beskrevs av Charles Oberthür 1910. Polyommatus impunctata ingår i släktet Polyommatus och familjen juvelvingar. Inga underarter finns listade i Catalogue of Life.